# چاه مشاع شماره یک مارکوهک صفری
چاه مشاع شماره یک مارکوهک صفری یک منطقهٔ مسکونی در ایران است که در دهستان حومه (گناباد) واقع شده‌است. چاه مشاع شماره یک مارکوهک صفری ۶ نفر جمعیت دارد.